# إيوستاثيوس بالاتينوس
إيوستاثيوس بالاتينوس كتبان إيطاليا من خريف 1045 إلى سبتمبر 1046. المصدر الأساسي لفترة ولايته هو وقائع لوبوس.
أرسل ليحل محل أرغيروس بعد أن استدعي الأخير إلى القسطنطينية. وصل إلى أوترانتو وسافر من هناك إلى مقره في باري. هزم بالقرب من تارانتو على يد دروغو هوتفيل شقيق الكونت النورماني على بوليا. عندما عاد إلى باري استقبله جون رافائيل الكتبان الجديد.

## المصدر
- Chalandon, Ferdinand. Histoire de la domination normande en Italie et en Sicilie. باريس, 1907.